# Harry Potter (personagem)
Harry James Potter (Godric's Hollow, 31 de julho de 1980) é um personagem fictício protagonista da série homônima de livros (e das respectivas adaptações para o cinema) da autora britânica J. K. Rowling. Na tradução brasileira, recebeu o nome completo de Harry Tiago Potter.
Nascido em 31 de julho de 1980, Harry é um bruxo, filho único de Tiago Potter e Lílian Evans Potter, considerado um dos mais famosos feiticeiros dos tempos modernos. Ele também foi um dos alunos mais famosos da Escola de Magia e Bruxaria de Hogwarts de seu tempo. É conhecido no mundo bruxo por ser o único sobrevivente da Maldição da Morte (Avada Kedavra), pois Lord Voldemort tentou assassiná-lo ainda recém-nascido.
Ao fim da Primeira Guerra Bruxa, Harry foi morar com seus parentes trouxas, os Dursley, e viveu maltratado e incompreendido, sem qualquer fonte de conexão com o mundo bruxo até os 11 anos, quando Rúbeo Hagrid lhe contou que seus pais e ele eram bruxos, e ele passou a frequentar a Escola de Magia e Bruxaria de Hogwarts. A característica física mais notável de Harry é a cicatriz em forma de raio em sua testa, que lhe foi dada ao receber a maldição que deveria tê-lo matado.
Harry herdou muitos traços de seus pais, como o tipo físico magro, o uso de óculos, os cabelos pretos perpetuamente despenteados de seu pai e os olhos extremamente verdes de sua mãe.

## Biografia

### 1980–1981: nascimento e morte dos pais

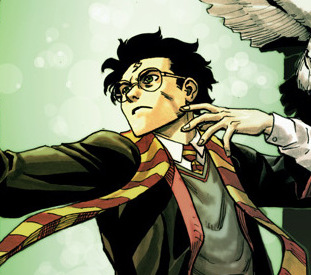
Fanart de Potter por Reilly Brown

Antes do nascimento de Harry, a futura Professora de Adivinhações de Hogwarts Sibila Trelawney, em uma entrevista de emprego com o Professor Dumbledore, fez uma profecia, segundo a qual um garoto nascido no final de julho seria o único capaz de derrotar o Lorde das Trevas, Lord Voldemort. Esta foi interrompida pouco depois, pois descobriram um espião, Severo Snape, seguidor de Voldemort, escutando pela porta.
Essa profecia podia referir-se tanto a Harry Potter como a Neville Longbottom, mas Voldemort achou que era Harry quem representava uma maior ameaça e decidiu destruí-lo enquanto ainda era pequeno e aparentemente inofensivo, sem ter ouvido o final da profecia e, portanto, sem saber o que havia sido profetizado por Sibila só aconteceria caso atacasse Harry. Os Potter escolheram Sirius Black, que era muito amigo de Tiago Potter e padrinho de Harry para ser o guardião do segredo do feitiço Fidelius, ele guardaria o segredo de onde os Potter estavam escondidos. Porém, Sirius teve a ideia de usar uma espécie de blefe para confundir o Lorde das Trevas, assim trocariam de guardião sem contar a mais ninguém. Então o padrinho de Harry convenceu os Potter a nomear Pedro Pettigrew, que era a última pessoa que Voldemort pensaria que assumiria o posto de guardião do segredo e assim poderiam enganá-lo. Mas, para surpresa de todos, Pedro era o traidor que vinha espionando a Ordem da Fênix para Voldemort. Deste modo, o traidor contou ao seu mestre o local que a família Potter se escondia. Na noite de 31 de outubro, Lord Voldemort foi até Godric's Hollow, onde a família estava escondida. Com a maldição da morte Avada Kedavra, Voldemort matou o pai de Harry, Tiago Potter e tentou poupar a vida da mãe, Lilian Potter em troca da vida de seu filho, mas a mulher escolheu morrer pelo filho. E desse modo, Voldemort assassinou a mãe de Harry. Inesperadamente, o seu sacrifício invocou uma magia protetora antiga que nem o Lorde das Trevas tinha conhecimento. Voldemort tentou matar Harry com a maldição Avada Kedavra (maldição da morte) e esta ricocheteou na proteção que Lilian tinha criado ao morrer pelo filho, atingindo seu lançador, que perdeu todos os seus poderes e foi a um espírito pelo efeito das Horcruxes que havia criado. Sem ter a intenção, quando atacou Harry, Voldemort o transformou em mais uma Horcrux, a sétima, concedendo a ele uma suas habilidades: a ofidioglossia e criando uma conexão entre suas mentes. Harry foi levado pelo Guardião das Chaves Perdidas de Hogwarts, Rúbeo Hagrid, para Rua dos Alfeneiros, onde se encontraram com o diretor e professor Dumbledore e a Professora Minerva McGonagall. Os três deixaram Harry nos degraus do nº 4 da Rua dos Alfeneiros, onde moravam os tios de Harry, os Dursley, com uma carta que explicava o acontecido e o que deveriam cuidar dele até atingir a maioridade aos 17 anos.

### 1981–1991: infância conturbada

Brasão da Grifinória

Durante os anos que seguiram a morte de seus pais, Harry viveu com os seus tios Válter e Petúnia Dursley além do seu primo Duda. Devido ao rancor e inveja que Petúnia sempre sentira pela irmã Lílian e ao ódio dos Dursleys por qualquer tipo de anormalidade (especialmente a Magia), fizeram com que os 10 primeiros anos da vida de Harry fossem tristes, miseráveis e humilhantes, em contraste com o seu primo que sempre fora mimado. Dormia no armário debaixo das escadas, vestia as enormes roupas velhas, tinha de lidar com a indiferença maldosa da família. Muitas vezes quando os Dursley recebiam uma visita especial, Harry era obrigado a se esconder em seu armário, pois os Dursley se envergonhavam dele. Enquanto Duda recebia todo o tipo de mimo de seus pais, Harry recebia castigos injustificáveis e desumanos, como ficar dias sem se alimentar. Os Dursleys decidiram também que apagariam todos os vestígios de Magia de Harry, taxando-o de louco quando lhes contava sobre as coisas estranhas que lhe aconteciam sempre, além de mentir sobre a forma em que seus pais morreram, em um acidente de carro.
Quando Harry fez 11 anos, tudo mudou. Começou a receber uma série de cartas estranhas enviadas por corujas de todos os tipos, que os Dursleys tentaram a todo o custo destruir e esconder, fugindo da cidade e escondendo-se primeiro num hotel, depois numa cabana numa ilha no meio do mar. Infelizmente, para eles, Hagrid encontrou-os, e foi aí que Harry descobriu a verdade sobre os seus pais e que, tal como eles, era um Bruxo e que deveria ir para a Hogwarts. Assim Harry foi para o seu mundo, apesar de Tio Válter ter negado sua ida inúmeras vezes. Depois, Hagrid levou-o ao Beco Diagonal, onde Harry comprou tudo o que necessitava para o novo ano escolar.
No dia 1 de setembro, ele dirigiu-se para a Estação de King's Cross, em Londres, onde apanhou o Expresso de Hogwarts na Plataforma 9 e 3/4, e lá conheceu seus amigos Rony e Hermione Granger.

### 1991–1997: adolescência em Hogwarts

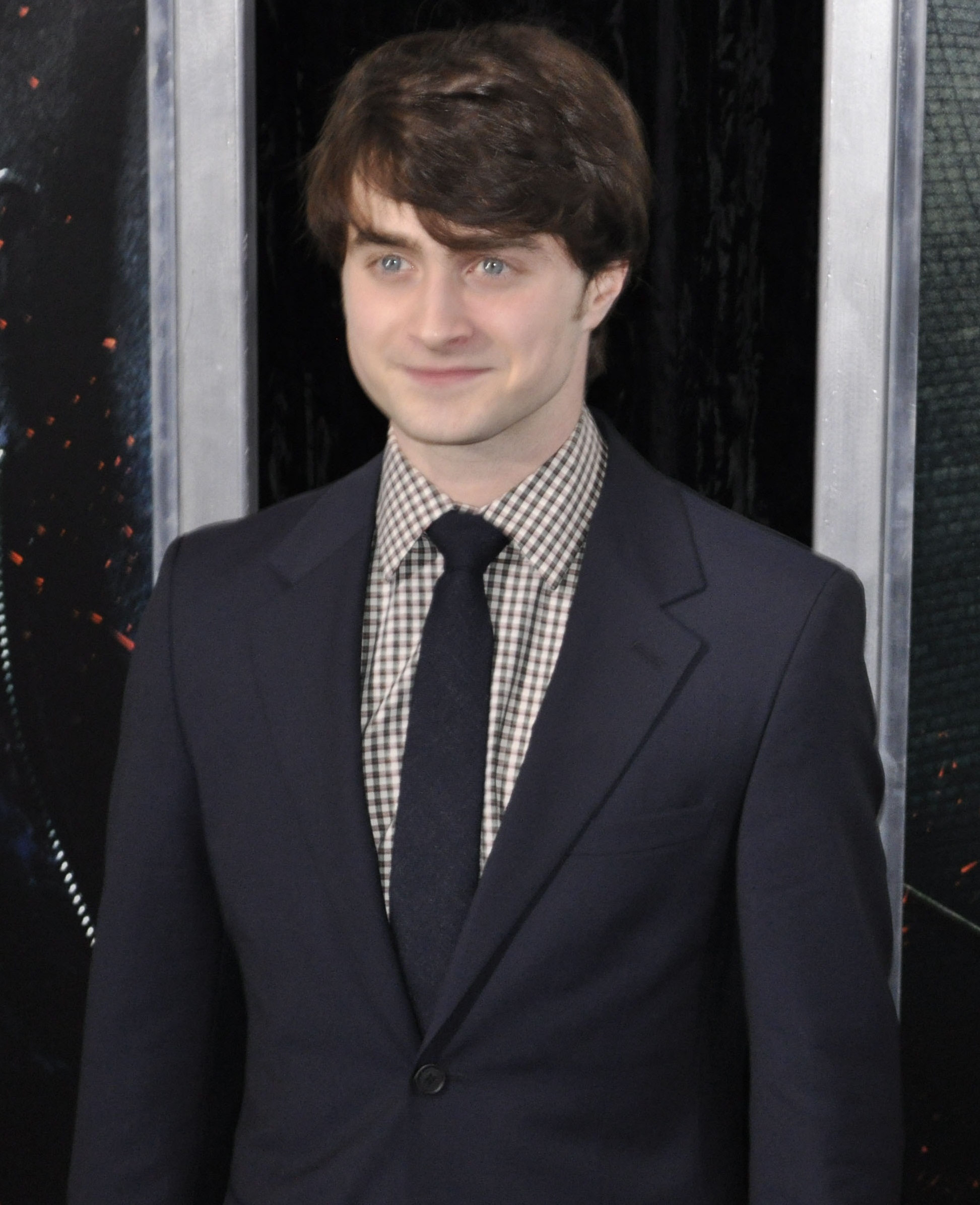
Daniel Radcliffe interpreta Harry Potter na versão para o cinema da série

Em 1991, durante o seu primeiro ano em Hogwarts, Harry foi selecionado para a casa Grifinória juntamente com Rony e Hermione. Foi selecionado para equipe de Quadribol na posição de apanhador sendo o mais jovem a ocupar a posição em mais de 100 anos. No decorrer do ano, tornou-se evidente que Voldemort estava tentando roubar a Pedra Filosofal, que descobriu-se depois, estar guardada no corredor do terceiro andar. Harry achou que Snape servia ao Lorde das Trevas e estava tentando roubar a pedra para seu mestre, depois, Harry descobriu que Quirrell estava sendo dominado por Voldemort e tinha tais intenções. Com a ajuda de Rony e Hermione, ele conseguiu superar vários desafios e viu-se frente a frente com Voldemort, que estava muito fraco e dependia do corpo do professor Quirrell. Harry conseguiu proteger a pedra sobrevivendo ao Lord das Trevas pela segunda vez. Após a recuperação de Harry, Dumbledore explica que Voldemort procurava a Pedra Filosofal para conquistar por meio do elixir que a mesma produzia. A Pedra foi então destruída para evitar que Voldemort a possuísse.
Em 1992, seu segundo ano em Hogwarts, Harry voltou para a escola após ser resgatado da prisão domiciliar dos Dursley pelos irmãos Weasley. Após algum tempo ouvindo sons estranhos vindos dos encanamentos do castelo, Harry descobre que é ofidioglota e os sons que andava ouvindo era a voz do Basilisco controlado pela memória de Voldemort, Tom Riddle, preservada em seu diário encantado, que foi parar nas mãos de Gina Weasley pois Lúcio Malfoy colocou-o no caldeirão da garota enquanto elas estava distraida no Beco Diagonal. O diário passou a manipular Gina, que foi induzida a abrir a Câmara Secreta e a assolar o Basilisco contra os alunos. Harry foi considerado responsável pelos ataques, até descobrir o que estava acontecendo ao ler o aviso deixado por Gina a mando de Tom. O aviso, deixado nos corredores da escola, dizia que o corpo dela seria encerrado na câmara para sempre. Harry, Rony e o Professor Gilderoy Lockhart encontram a entrada da câmara (Hermione não foi pois tinha sido petrificada pelo Basilisco) e salvam Gina após enfrentar o Tom Riddle do Diário (que mais tarde revelou ser uma horcrux) e o Basilisco controlado por ele.
No ano de 1993, Harry cursou seu terceiro ano. Após acidentalmente transformar sua tia Guida em um balão e sair às pressas de casa, Harry retorna a Hogwarts e descobre toda a verdade sobre a morte de seus pais e a inocência de seu padrinho Sirius Black, que era o assassino mais procurado do mundo bruxo. Sirius contou-lhe a história dos pais e de como os fez colocar Pedro Pettigrew como fiel do segredo em seu lugar, e de como Pedro traiu seus pais contando a Voldemort onde eles estavam escondidos. Black, que foi preso injustamente em Azkaban após Pettigrew matar várias pessoas e simular a própria morte colocando toda a culpa nele. Sirius conseguiu fugir de Azkaban após bolar um plano contra os Dementadores. Harry também descobre que o Mapa do Maroto (presente dos Gêmeos Weasley) fora criado por ninguém menos que Aluado, Rabicho, Almofadinhas e Pontas - que eram nada menos que seu pai e amigos na adolescência. Neste ano Harry ganha pela primeira vez a Taça de Quadribol, em um jogo contra Sonserina, marcado por muitas faltas e jogo sujo de ambas as partes. Também ajudou a Grifinória a conquistar a Taça das Casas pelo terceiro ano consecutivo.
Em 1994 Harry estava no quarto ano, onde foi escolhido para enfrentar os desafios do Torneio Tribruxo, no qual foi inscrito secretamente e sem seu consentimento por Bartô Crouch Jr., um seguidor de Voldemort disfarçado pela Poção Polissuco no corpo de Alastor Moody. Depois de vários acontecimentos, Harry vai fazer a última prova do torneio junto com Vítor Krum, Fleur Delacour e Cedrico Digory, e após pegar a taça (que havia sido transformada em chave de portal por Crouch) que garantiria a vitória, Harry é transportado para um cemitério junto com Cedrico, que logo ao chegar é morto por Voldemort. Harry presencia o retorno de Voldemort e o enfrenta, sobrevivendo outra vez após ser salvo pelas almas de seus pais que saem da varinha de Voldemort pelo feitiço Priori Incantatem. Harry conta o que viu ao mundo bruxo, mas um dos poucos que acreditam nele é o Professor Dumbledore. Juntos eles são tachados de loucos e mentirosos pelo mundo bruxo.
Em 1995, ao cursar o seu quinto ano, Harry teve de passar por muita angústia e sofrimento. Junto com seus amigos ele fundou a Armada de Dumbledore para ensinar aos alunos Defesa Contra as Artes das Trevas e para enfrentar o regime tirano imposto em Hogwarts por Dolores Umbridge. Harry também é perseguido por visões de Voldemort, que fazem parte da ligação criada entre os dois após o sacrifício da mãe de Harry. Alguns membros Armada de Dumbledore decidem acompanhar Harry ao Ministério da Magia após o mesmo ter uma visão em que via seu padrinho Sirius sendo torturado pelos Comensais da Morte. Lá eles travam uma grande luta, junto com a Ordem da Fênix, contra os Comensais da Morte. Na luta, Sirius é morto por Belatriz Lestrange. Harry encontra-se mais uma vez cara a cara com Voldemort, que tenta possuir sua mente. Dumbledore chega a tempo de salvá-lo e diz a ele que o que realmente importa não são as semelhanças entre Harry e Voldemort, e sim as diferenças. Harry lembra de seus amigos e de sua família, então diz a Voldemort que não tem medo dele, e sim pena, já que ele nunca conhecerá o amor de verdade. O ministro da magia Cornélio Fudge, Umbridge e vários repórteres chegaram a tempo de ver Voldemort fugindo, e não tendo mais como negar retorno do Lorde, o ministério divulga o fato. Harry e Dumbledore são isentos da fama de mentirosos e o mundo bruxo entra em pânico.
Em 1996, em seu sexto e último ano em Hogwarts, Harry passa muito tempo tentando descobrir os planos de Voldemort, e isso inclui vigiar Draco Malfoy (que Harry acredita ter se tornado Comensal da Morte). Harry também se percebe apaixonado por Gina Weasley que o corresponde. Harry começa a receber aulas de Dumbledore, que lhe conta sobre o passado de Voldemort desde quando este descobriu ser bruxo até quando pediu emprego ao próprio Dumbledore, além dos motivos que o levaram a criar as Horcruxes. Harry fica surpreso e muito triste quando Severo Snape mata Dumbledore na sua frente. Antes de sua morte, Dumbledore procura junto com Harry o Medalhão de Salazar Slyterin que se mostra por fim, falso.
Em 1997, Harry para de frequentar Hogwarts para sair em busca das Horcruxes junto com Rony e Hermione, na tentativa de salvar o mundo de Voldemort. Eles conseguem encontrar o verdadeiro Medalhão de Slytherin e destruí-lo, com a Espada de Gryffindor. Descobrem mais sobre a vida de Dumbledore e sobre as Relíquias da Morte, objetos misteriosos que tornam seu dono o "Senhor da Morte". Então eles partem em busca das quatro Horcruxes restantes.
Em 1998, Harry consegue, com a ajuda de Rony, Hermione e amigos, destruir o Diadema de Ravenclaw e a Taça de Huflepuff, fazendo restar a cobra Nagini. Porém, quando Snape está morrendo, revela a Harry suas memórias, e o garoto assim descobre que, para derrotar Voldemort, terá de morrer em suas mãos. Harry então, corajosamente, dirige-se à Floresta Proibida, onde o Lorde das Trevas e seus comensais estão. Voldemort atinge Harry com a Maldição da Morte, porém consegue apenas destruir o pedaço de alma que estava dentro dele. Harry então é levado a Hogwarts, fingindo-se de morto. Enquanto isso, Neville Longbottom decapita a serpente Nagini com a Espada de Gryffindor, destruindo a última Horcrux e tornando Voldemort novamente mortal. A Batalha de Hogwarts começa. Logo após Molly Weasley matar Belatriz Lestrange; Voldemort, embravecido por perder sua serva mais fiel, levanta sua varinha para Molly, a fim de matá-la, porém Harry lança um feitiço protetor, despindo a Capa da Invisibilidade e revelando-se vivo, surpreendendo a todos. Harry provoca Voldemort, alegando que sabe várias coisas que o Lorde das Trevas ignora. Após o garoto declarar que é o verdadeiro dono da Varinha das Varinhas, Voldemort se enfurece e conjura a Maldição da Morte, na tentativa de matar o garoto de uma vez por todas, porém Harry revida com o feitiço do desarmamento, Expelliarmus. A maldição de Voldemort acaba voltando para si mesmo, e a Varinha das Varinhas voa em direção a Harry Potter, que a apanha no ar. A Varinha rebateu o feitiço de Tom Riddle nele mesmo, matando-o, já que se recusara a matar Harry, pois este é realmente o dono dela. Harry conserta sua varinha (quebrada no natal de 1997) com a Varinha das Varinhas, devolvendo esta depois ao túmulo de Alvo Dumbledore.

### 2017: idade adulta
As poucas informações sobre a idade adulta de Harry Potter são da data de 2017: ele casa-se com Gina Weasley e vira o chefe do departamento dos aurores. Harry tem três filhos com Gina: Tiago Sirius, Lilian Luna e Alvo Severo. Pelo epílogo do sétimo e último livro da série, Harry Potter e as Relíquias da Morte, fica subentendido que o herói e sua família têm um final feliz e uma vida tranquila. Além de continuarem sendo melhores amigos de Harry, Rony Weasley e Hermione Granger casam-se e têm dois filhos: Rosa e Hugo Weasley. Já Draco Malfoy, que não era seu amigo nos tempos de Hogwarts, casou-se com Astória Greengrass e teve um filho chamado Scorpius Malfoy.